# Maxime Du Camp

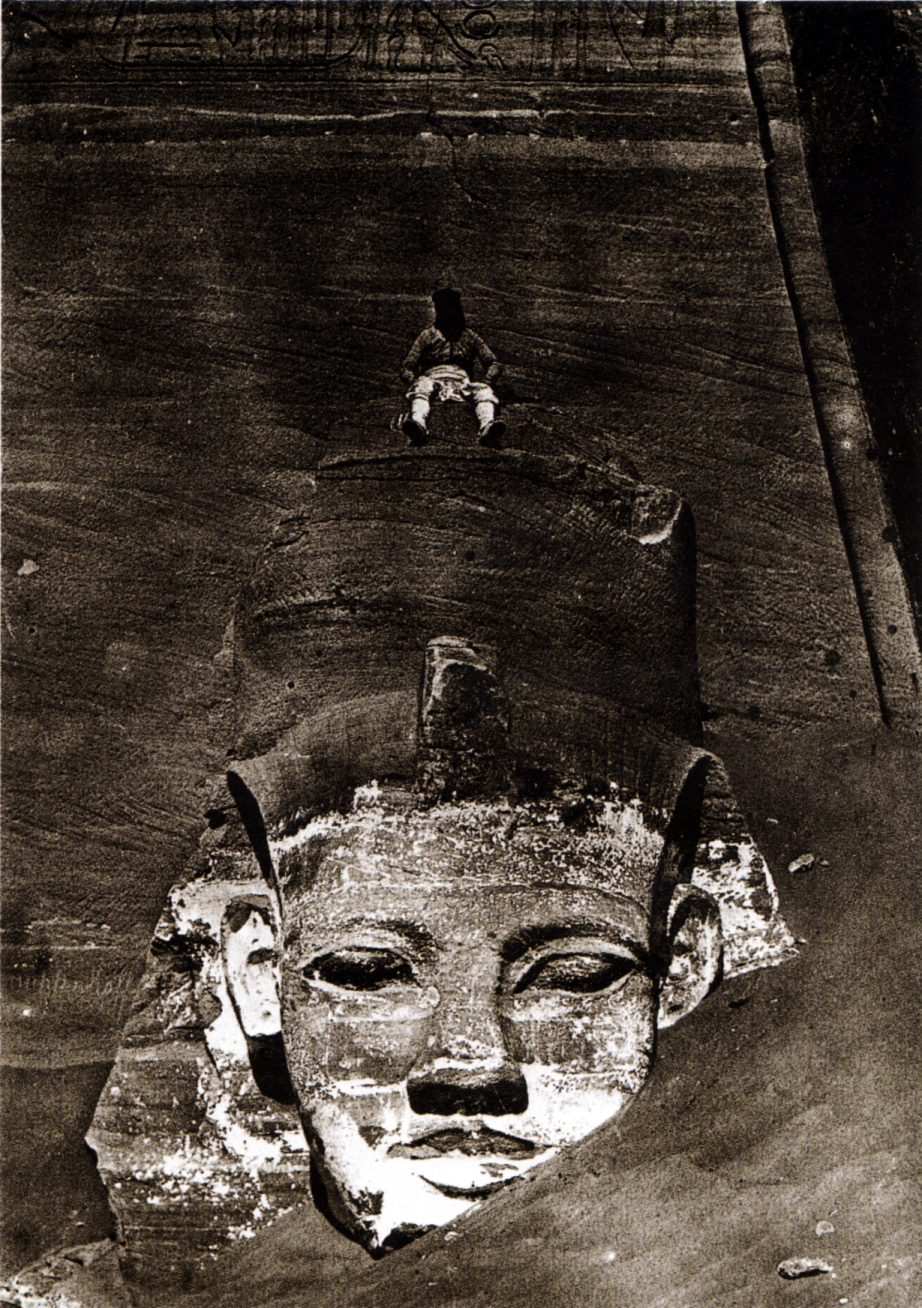
M. Du Camp, Abu Simbel, ok. 1850

Maxime Du Camp (ur. 8 lutego 1822 w Paryżu, zm. 9 lutego 1894 w Baden-Baden) – francuski pisarz i fotograf, autor zdjęć dokumentujących zabytki Egiptu. Od 1880 r. członek Akademii Francuskiej.
Pochodził z bogatej arystokratycznej rodziny. Jego rodzicami byli Théodore-Joseph, chirurg, który zmarł wkrótce po narodzinach syna i Alexandrine Du Camp.
Brał udział w rewolucji 1848, za co został odznaczony Krzyżem Oficerskim Legii Honorowej. Rok później wraz z Gustave’em Flaubertem wyjechał na jedyną w swoim życiu ekspedycję do Egiptu i na Bliski Wschód, na której potrzeby nauczył się fotografowania. Lekcje brał u Gustave’a Le Graya i Alexisa Delagrange'a. Na swoich zdjęciach uwieczniał egipskie zabytki, często umieszczając przed nimi jakąś postać, mającą służyć za 
Po powrocie do Francji w 1851 r. Du Camp swoje prace pokazał w Société Héliographique, a we wrześniu Francis Wey zamieścił artykuł na ich temat w piśmie "La Lumière". Rok później zdjęcia Du Campa zostały wydane w albumie Egypte, Nubie, Palestine, Syrie, a na wystawie światowej w 1855 r. otrzymały srebrny medal.
Du Camp stopniowo porzucał fotografię na rzecz pisarstwa. Publikował wspomnienia z podróży na Wschód, recenzje wystaw sztuki, wiersze, opracowania na temat Paryża. Był założycielem pisma "Revue de Paris" (1851-1858).

## Publikacje
- Souvenirs et paysages d’Orient, 1848.
- Egypte, Nubie, Palestine, Syrie, 1852.
- Memoires d’un suicidé, 1853.
- Le Nil, 1854.